# Pasteurdon
 (octobre 2012).
Si vous disposez d'ouvrages ou d'articles de référence ou si vous connaissez des sites web de qualité traitant du thème abordé ici, merci de compléter l'article en donnant les références utiles à sa vérifiabilité et en les liant à la section « Notes et références ».
Le Pasteurdon est une opération annuelle de sensibilisation et d’appel aux dons menée par l’Institut Pasteur, centre de recherche biomédicale de renommée internationale fondé par Louis Pasteur en 1888. 
Initié en 2006, ce rendez-vous fait appel à la générosité du public pour soutenir les activités de recherche de l’Institut Pasteur. Cette opération permet de financer et de faire connaître les programmes de l’Institut Pasteur en matière de : 
- lutte contre des maladies infectieuses telles que le sida ou le cancer par la recherche sur les micro-organismes qui en sont la cause et la mise au point de candidats-vaccins,
- recherche sur les risques de pandémies émergentes mondiales,
- développement de stratégies thérapeutiques innovantes.

## Le don au sein de l’Institut Pasteur
Fondation privée à but non lucratif, reconnue d’utilité publique, l’Institut Pasteur s’appuie sur la collecte de fonds pour mener à bien ses missions au service de la santé publique.
Les dons et legs représentent environ 25 % du budget de l’Institut Pasteur. 
Grâce au soutien de ses donateurs, l’Institut Pasteur dispose d’une grande autonomie, de réactivité et de liberté de recherche. Les donateurs peuvent également faire le choix de soutenir des programmes de recherche particuliers
Agréé par le Comité de la Charte, organisme de contrôle de l'appel à la générosité publique, l’Institut Pasteur s’engage à préserver éthique, transparence et traçabilité dans la gestion des dons qui lui sont consentis.

## Le Pasteurdon

### Présentation
Le Pasteurdon est un événement solidaire organisé chaque année au mois d’octobre par l’Institut Pasteur.
Lancé en 2006, il permet de faire appel à la générosité publique pour participer au financement des travaux de recherche de l’Institut : autisme, maladie d’Alzheimer, cancers de l’estomac, maladies émergentes, génétique humaine, diarrhées chez les enfants dans les pays en développement... 
L’édition 2022, parrainée par la comédienne Alexandra Lamy, se déroulera du 5 au 9 octobre.

### Les parrains / Marraines
Chaque année, des personnalités médiatiques issues d’univers différents parrainent l’opération en prêtant leur image et leur voix au Pasteurdon : 
- Depuis 2011 : Alexandra Lamy, actrice
- 2010 : Sandrine Kiberlain, actrice et chanteuse
- 2009 : Étienne Daho, auteur-compositeur-interprète
- 2008 : Hugues Aufray, Étienne Daho, Michel Delpech, Laura Flessel-Colovic, Nikola Karabatic, Marc Levy, Nicolas Lopez, Paul-Henri Mathieu et Sylvie Vartan
- 2007 : Hugues Aufray, Jane Birkin, Louis Chedid, Cyrielle Clair, Étienne Daho, Sandrine Kiberlain, Marc Levy et Sylvie Vartan

Parmi les soutiens du Pasteurdon, on trouve également Michel Boujenah, François-Xavier Demaison, Isabelle Nanty, Marc Raquil, Anne Roumanoff et Amanda Sthers.

### Faire un don au Pasteurdon
Le Pasteurdon s’appuie sur plusieurs supports de don  : 
- Le 3620 (service gratuit + prix d'un appel)
- Le site internet pasteurdon.fr
- La voie postale  : chèque à l'ordre de Pasteurdon, à envoyer au 25 rue du Docteur-Roux, 75015 Paris
- Il est également possible de créer sa propre page web de collecte pour le Pasteurdon sur www.alvarum.com/pasteur

### Les campagnes de publicité
Chaque édition du Pasteurdon est soutenue par une campagne de publicité nationale faisant appel à la générosité du public. 
À l’origine uniquement radiodiffusée, l’opération bénéficie depuis 2009 du soutien commun et inédit de 19 chaînes de la TNT, qui diffusent des programmes courts sur les recherches de l’Institut Pasteur.

### Les partenaires

#### Les partenaires médias
19 chaines de la TNT soutiennent le Pasteurdon et s’engagent à mieux faire connaître les activités de recherche de l’Institut Pasteur.
Du 9 au 13 octobre 2019, Radio France s'engage aux côtés de l'Institut Pasteur dans le cadre de la 13e édition du Pasteurdon.
En 2020, pour la 14e édition, le Pasteurdon reçoit le soutien des chaînes historiques (TF1, France 2, France 3, France 5, M6).

#### Les entreprises partenaires
En 2013, le Pasteurdon bénéficie du soutien d’entreprises, associations et collectivités françaises  : La Fondation Le Roch-Les Mousquetaires, Les cinémas Gaumont Pathé, AXA atout cœur, Kwixo, Tarifold, RATP, Air France, BNP Paribas, Dettol, OCP, TV Grande chaînes.

### Les résultats du Pasteurdon
- En 2012, le Pasteurdon a reçu 1 044 958 € de promesses de dons
- En 2011, le Pasteurdon a reçu 1 154 012 € de promesses de dons
- 2010 : 1 068 820 euros de promesses de dons
- 2009 : 1 061 278 euros de dons
- 2008 : 919 360 euros de promesses de dons
- 2007 : 820 060 euros de promesses de dons

## Référence
1. ↑  Brulhatour, « Radio France mobilisée pour le Pasteurdon », sur www.lalettre.pro, 11 octobre 2019 (consulté le 12 octobre 2019).
2. ↑  Céline Fontana, « Pasteurdon. Alexandra Lamy et Marina Carrère d’Encausse soutiennent l’événement », sur www.ouest-france.fr, 7 octobre 2020 (consulté le 9 octobre 2020).